# ديلان يشيلجوز-زيجيريوس
ديلان يشيلجوز زيجيريوس (مواليد أنقرة في 18 يونيو 1977)، هي سياسية هولندية من أصل كردي تركي. منذ 14 أغسطس 2023 أصبحت الزعيمة السياسية لحزب الشعب من أجل الحرية والديمقراطية (VVD). قبلها كانت قد شغلت منصب وزيرة العدل والأمن في حكومة روته الرابعة. كانت سابقًا عضوًا في مجلس النواب بالولايات العامة (2017-2021) ووزيرة الدولة للشؤون الاقتصادية والمناخ (2021-2022). يشيلجوز هي زعيمة حزب «VVD» في انتخابات مجلس النواب لعام 2023.

### العائلة
في عام 1984، هاجرت يشيلجوز إلى هولندا مع والدتها وشقيقتها، بعد أن غادر والدها، الناشط التركي في مجال حقوق الإنسان يوسيل يشيلجوز تركيا كلاجئ سياسي قبل ثلاث سنوات بسبب نقابته والأنشطة الأخرى ذات التوجه السياسي. ينتمي إلى الأقلية الكردية العلوية في تركيا. كانت والدتها فاطمة أوزغوموس مديرة منظمة اللاجئين في هولندا (VON).

## روابط خارجية
- وزير العدل والأمن يشيلجوز-زيجيريوس على موقع Rijksoverheid.nl
- برلمان.كوم – سيرة ذاتية